# Earl Butz
Earl Lauer Butz,, född 3 juli 1909 i Albion, Indiana, död 2 februari 2008 i Washington D.C., var en amerikansk nationalekonom och politiker (republikan).
Butz avlade 1932 sin grundexamen vid Purdue University. Han doktorerade sedan i jordbruksekonomi. Han tjänstgjorde 1954–1957 som biträdande jordbruksminister under president Dwight D. Eisenhower. Han ledde också den amerikanska FAO-delegationen. Han återvände 1957 till Purdue som dekanus.
Butz tjänstgjorde sedan 1971–1976 som USA:s jordbruksminister under presidenterna Richard Nixon och Gerald Ford. Butz blev kontroversiell när det avslöjades att han skämtade om olika etniska grupper. Det att han skämtade om påven Paulus VI:s syn om preventivmedel provocerade redan italienskättade katoliker. Sedan avslöjades ett rasistiskt skämt om afroamerikaner som tvingade fram Butz’ avgång i oktober 1976. Saken förvärrades av skämtets sexuella innehåll som ledde till att de flesta amerikanska tidningar inte kunde trycka ministerns ord.
Butz befanns 1981 skyldig till skattefusk. Han dömdes till ett femårigt straff, varav 30 dagar var ovillkorlig fängelsetid och resten var villkorligt. Butz är den av alla amerikanska kabinettsledamöter som levt längst.